# Ruben III d'Armenia
Ruben III d'Armenia ((HY)  Ռուբեն Գ; 1145 – 3 febbraio 1187) fu Principe delle Montagne della Cilicia armena dal 1174 fino al 1187.
Era figlio del rupenide Stefano d'Armenia e di Rita di Barbaron; i suoi nonni furono Leone I, principe di Montagne, e l'hethumide Sembat, Signore di Barbaron.

## Biografia
Durante il regno di Mleh, Ruben e suo fratello Leone si rifugiarono a Barbaron, dallo zio materno Paguran.
Dopo l'assassinio di Mleh nel 1175, i baroni invitarono Ruben a salire sul trono.
A quell'epoca i bizantini non erano più una minaccia per gli armeni di Cilicia perché occupati a contenere l'avanzata dei turchi dopo la grave sconfitta subita dai Selgiuchidi alla battaglia di Miriocefalo (1176).
La sua generosità ed il buon carattere gli fecero guadagnare molte amicizie, ed egli riconquistò Mamistra, Adana e Tarso.
Ruben finse di offrire una grande ricompensa agli assassini di Mleh, ma quando essi si rivelarono li fece mettere a morte, un episodio che rammenta la storia di Re Davide e gli assassini di Ishbosheth.
Egli eliminò tutti i residui dell'islamofilia di suo zio Mleh e si riavvicinò agli stati crociati sposando una nobile del Regno di Gerusalemme.
Ma persistette l'inimicizia con suo vicino Boemondo III principe d'Antiochia che, per indebolirlo, sostenne il più potente dei vassalli di Ruben: Aitone III, signore di Lampron e marito di una figlia di Thoros II.
Per rimetterlo in riga Ruben dovette inviare suo fratello Leone ad assediare Lampron, il castello del suo vassallo. Episodio questo sintomatico dell'agitazione della nobiltà armena.
Ruben stesso fu preso prigioniero da Boemondo nel 1182, forse grazie ad un tradimento o, secondo Smbat Sparapet, mentre visitava prostitute ad Antiochia.
Suo fratello Leone attaccò Antiochia per liberarlo, infine fu riscattato ma, come parte delle condizioni per il suo rilascio, dovette consegnare Saravantikar, T'il e Chkar a Boemondo.
Nel 1185 Ruben abdicò in favore di suo fratello Leone II e si ritirò nel monastero di Trazarg dove morì il 3 febbraio 1187.

### Matrimonio e discendenza
Nel 1181 si recò nel Regno di Gerusalemme dove prese in moglie Isabella di Toron, sorella di Umfredo IV di Toron, dalla quale ebbe due figlie:
- Alice (1182, †; dopo il 1234) che sposò:
  - nel 1189 Aitone di Sasun (†; 1193), signore di Missis,
  - poi nel 1194 a Raimondo IV di Tripoli (1169 †; 1198, figlio maggiore di Boemondo III d'Antiochia), loro figlio fu Raimondo Rupeno d'Antiochia,
  - infine nel 1220 Vahram († 1222), signore di Corico.
- Filippa (1183 †; pre 1219), che sposò:
  - nel 1189 Shahanshah di Sasun (†; 1193), signore di Selefke;
  - nel 1214 Teodoro I Lascaris, Imperatore di Nicea, dal quale si separò due anni dopo, nonostante la nascita di un figlio, Costantino, futuro duca di Tracia.

## Ascendenza
|                     |   |   | Genitori |  |  | Nonni |  |  | Bisnonni               |  |  | Trisnonni         |  |
|                     |   |   |          |  |  |       |  |  | Costantino I d'Armenia |  |  | Ruben I d'Armenia |  |
|                     |   |   |          |  |  |       |  |  | Costantino I d'Armenia |  |  | Ruben I d'Armenia |  |
|                     |   | … |          |  |  |       |  |  | Costantino I d'Armenia |  |  |                   |  |
| Leone I d'Armenia   |   |   |          |  |  |       |  |  | Costantino I d'Armenia |  |  |                   |  |
|                     |   | … | …        |  |  |       |  |  |                        |  |  |                   |  |
|                     |   | … | …        |  |  |       |  |  |                        |  |  |                   |  |
|                     |   | … | …        |  |  |       |  |  |                        |  |  |                   |  |
| Stefano d'Armenia   |   | … |          |  |  |       |  |  |                        |  |  |                   |  |
|                     |   | … | …        |  |  |       |  |  |                        |  |  |                   |  |
|                     |   | … | …        |  |  |       |  |  |                        |  |  |                   |  |
|                     |   | … | …        |  |  |       |  |  |                        |  |  |                   |  |
| Beatrice di Rethel  |   | … |          |  |  |       |  |  |                        |  |  |                   |  |
|                     |   | … | …        |  |  |       |  |  |                        |  |  |                   |  |
|                     |   | … | …        |  |  |       |  |  |                        |  |  |                   |  |
|                     |   | … | …        |  |  |       |  |  |                        |  |  |                   |  |
| Ruben III d'Armenia |   | … |          |  |  |       |  |  |                        |  |  |                   |  |
|                     | … | … |          |  |  |       |  |  |                        |  |  |                   |  |
|                     | … | … |          |  |  |       |  |  |                        |  |  |                   |  |
|                     | … | … |          |  |  |       |  |  |                        |  |  |                   |  |
| …                   | … |   |          |  |  |       |  |  |                        |  |  |                   |  |
|                     |   | … | …        |  |  |       |  |  |                        |  |  |                   |  |
|                     |   | … | …        |  |  |       |  |  |                        |  |  |                   |  |
|                     |   | … | …        |  |  |       |  |  |                        |  |  |                   |  |
| Rita di Barbaron    |   | … |          |  |  |       |  |  |                        |  |  |                   |  |
|                     |   | … | …        |  |  |       |  |  |                        |  |  |                   |  |
|                     |   | … | …        |  |  |       |  |  |                        |  |  |                   |  |
|                     |   | … | …        |  |  |       |  |  |                        |  |  |                   |  |
| …                   |   | … |          |  |  |       |  |  |                        |  |  |                   |  |
|                     |   | … | …        |  |  |       |  |  |                        |  |  |                   |  |
|                     |   | … | …        |  |  |       |  |  |                        |  |  |                   |  |
|                     |   | … | …        |  |  |       |  |  |                        |  |  |                   |  |
|                     |   | … |          |  |  |       |  |  |                        |  |  |                   |  |